# 노승한
노승한(1953년 11월 6일 광주광역시 ~ )은 대한민국의 시인이다.

## 주요 작품

### 시집
- 가는 세월 인고 속에.
- 사랑을 먹는 남자
- 가을사랑 그리고 외출
- 파도는 알리라

### 소설
- 복숭아꽃 피는 추억의 언덕

### 연재 작품
- 개 같은 교수와 망둥이 같은 여대생 (동아일보)

## 기타
- 사단법인자유문학세대예술인협회 대표이사
- 사단법인 한국전쟁문화관 대표이사
- 사단법인 한국학술문화저작권협회 대표이사
- 한국청소년문화예술복지원 대표
- 국제 펜클럽 한국 본부회원